# Област Ниши
Област Ниши (јап. 爾志郡) Nishi-gun се налази у субпрефектури Хијама, Хокаидо, Јапан. 
2004. године, у области Ниши живело је 8.357 становника и густину насељености од 21,82 становника по км². Укупна површина је 382,93 км².

## Вароши
- Отобе

## Спајање
- 1. октобра 2005. године стара варош Јакумо (из области Област Јамакоши) се спаја са вароши Кумаиши (из области Ниши Субпрефектура Хијама) да креира нову и проширену варош Јакумо (сада у новонасталом области Футами, Субпрефектура Ошима) . Бивша варош Кумаиши у исто време преселила се у субпрефектуру Ошима.